# Eltham (Neuseeland)

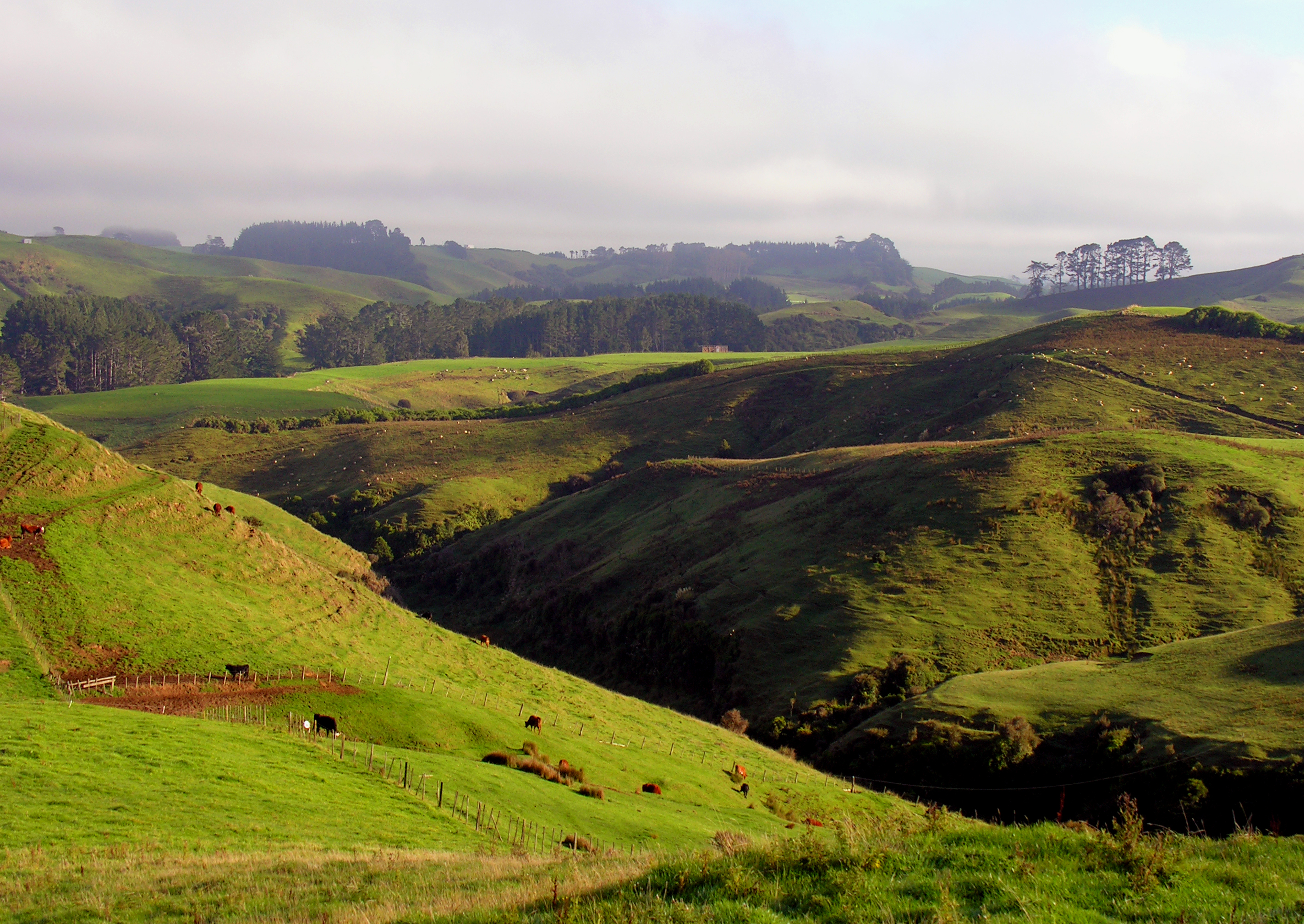
Landschaft bei Eltham

Eltham ist eine ländliche Kleinstadt im South Taranaki District der Region Taranaki auf der Nordinsel von Neuseeland.

## Geographie
Der Ort befindet sich rund 46 km südsüdöstlich von New Plymouth und 25 km südöstlich des Vulkankegels des Mount Taranaki. Stratford liegt 12 km nördlich und Hawera 17 km südlich des Ortes. Durch den Ort fließen der Waingongoro River und der Mangawharawhara Stream. Östlich von Eltham liegt der Lake Rotokare, ein kleiner, von heimischer Vegetation umgebener See und südöstlich des Ortes befindet sich der Stausee Lake Rotorangi.

## Geschichte
Die Besiedlung der Gegend um Eltham begann in den 1870er Jahren, als damals dicht bewaldete Grundstücke, hauptsächlich nördlich der Mountain Road gerodet wurden. Zahlreiche Sägewerke entstanden. Nach der Rodung des Waldes stellte man fest, dass das Land ideal für die Milchwirtschaft war. 1884, als Eltham zur „Stadt“ erklärt wurde, zogen weitere Siedler, hauptsächlich aus England, zu und ließen die Einwohnerzahl weiter ansteigen. 1901 wurde Eltham zur Borough erklärt, doch 1989 musste der Ort seine eigenständige Verwaltung im Zuge der Gebietsreform wieder aufgeben und wurde dem South Taranaki District zugeordnet.

## Bevölkerung
Eltham ist der zweitgrößte Ort in South Taranaki. Zum Zensus des Jahres 2013 zählte der Ort 1941 Einwohner, 2,1 % weniger als zur Volkszählung im Jahr 2006.

## Wirtschaft
Elthams wirtschaftliche Basis ist die Milchwirtschaft. Farmen schlossen sich zusammen und bildeten Genossenschaften um ihre Produkte vermarkten zu können. Eltham ist u. a. der einzige Ort in Neuseeland, in dem Lab hergestellt wird, ein für die Käseproduktion unentbehrliches Enzym. Eltham war auch der erste neuseeländische Ort, der Butter nach England exportierte.
Hauptwirtschaftszweig des Ortes heute ist die Käseproduktion. Ein großer Teil der in Neuseeland angebotenen Käsespezialitäten wie Feta und Camembert wird in einer Fabrik in der Bridge Street hergestellt.
Andere Käseprodukte, wie der in Hamburgern verwendete Schmelzkäse, werden im Werk in der Collingwood Street hergestellt, dem stark umgestalteten früheren Standort des Milchpulverwerkes der Molkereikooperative von Taranki. Käse ist das Markenzeichen des Ortes, weshalb der Wasserturm des Ortes im Jahr 2002 bemalt wurde und wie ein Stück Käse aussieht.
Ein anderer wichtiger Industriebetrieb des Ortes ist der Schlachthof Riverlands (früher J. C. Hutton's) mit einer weiteren Produktionsstätte in Bulls. Beide Werke können bis zu 1250 Rinder täglich schlachten und deren Fleisch verarbeiten.

## Infrastruktur

### Verkehr
Die High Street, die als Teil der New Zealand State Highway 3 das Ortszentrum durchquert und die Bridge Street, die westwärts nach Kaponga führt und nahe Ōpunake an den New Zealand State Highway 45 anschließt, waren die ersten asphaltierten Straßen Neuseelands.
Der Ort liegt an der Bahnstrecke Marton–New Plymouth.

### Bildungswesen
Der Ort besitzt 3 Schulen:
- Die Eltham School ist eine koedukative Grundschule für die 1. bis 8. Klasse mit einem Decile rating von 3 und 154 Schülern im Jahre 2012[9] und wurde 1886 gegründet.[10]
- Te Kura o Nga Ruahine Rangi, eine Composite School für die 1. bis 10. Klasse hat ein Decile rating von 3 und 2012 34 Schüler.[9]
- Die Rawhitiroa School ist eine Grundschule und hatte 2012 ein Decile rating von 6 und 35 Schüler.[9]

## Persönlichkeiten
- Ronald Syme, Historiker (1903–1989)[11]
- Amyas Connell, Architekt (1901–1980)
- Jennifer Thompson (* 1938), Kugelstoßerin und Diskuswerferin
- Brian "Jazz" Muller, Rugbynationalspieler (* 1942)[12]
- Bryce Robins, Rugbynationalspieler (* 1958)[13]
- Geoff Old, Rugbynationalspieler (* 1956)[14]
- Roger Urbahn, Rugbynationalspieler (1934–1984)[15]
- Chau Tseung (auch Chew Chong), Gründer des Fabriksystems der Butterherstellung in den späten 1880er Jahren.[16][17]
- Charles Knight, Fernsehproduzent[18]
- Gavin Hill, Rugbyspieler
- Richard Karl Arnold, Rugbyspieler, Newcastle Falcons [19]